# Vallée des Pouey Aspé

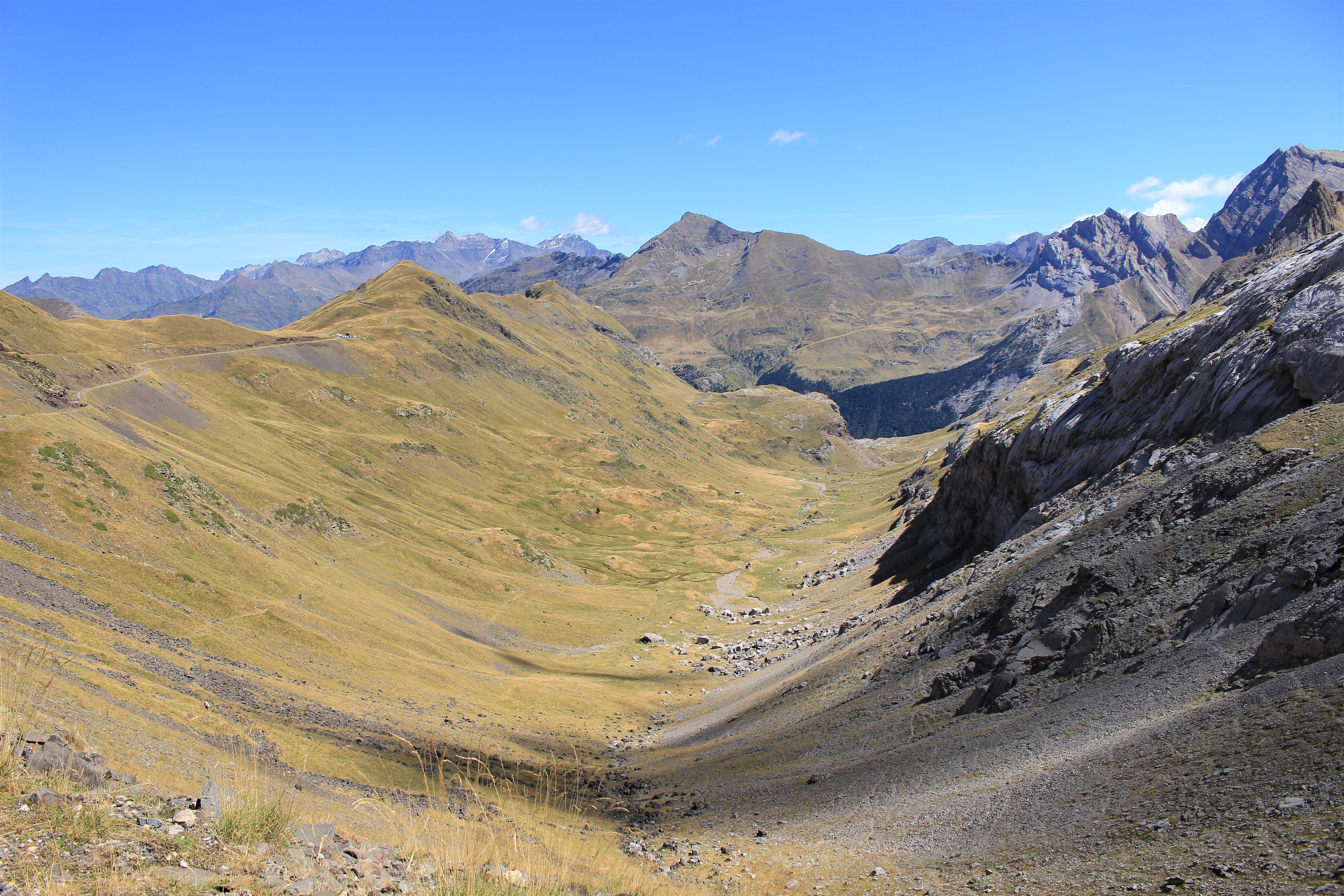
Vue de la vallée depuis le port de Boucharo.

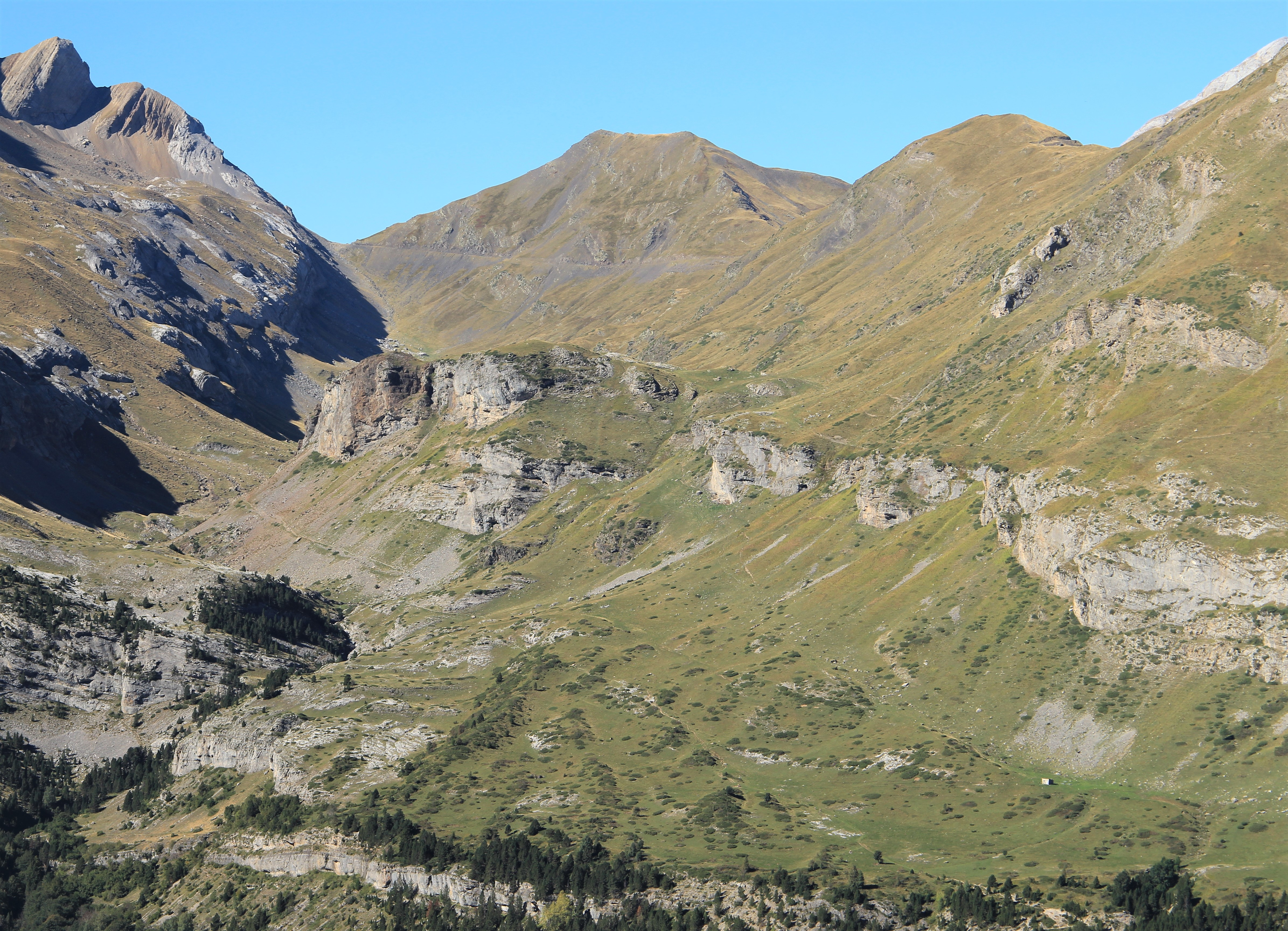
Vue depuis l'est.

La vallée des Pouey Aspé  est une haute vallée glaciaire de la chaîne de montagnes des Pyrénées, au-dessus de la ville de Gavarnie-Gèdre dans le Lavedan, dans le département français des Hautes-Pyrénées en Occitanie.

## Toponymie
En occitan, pouey signifie « monticule ».

## Géographie

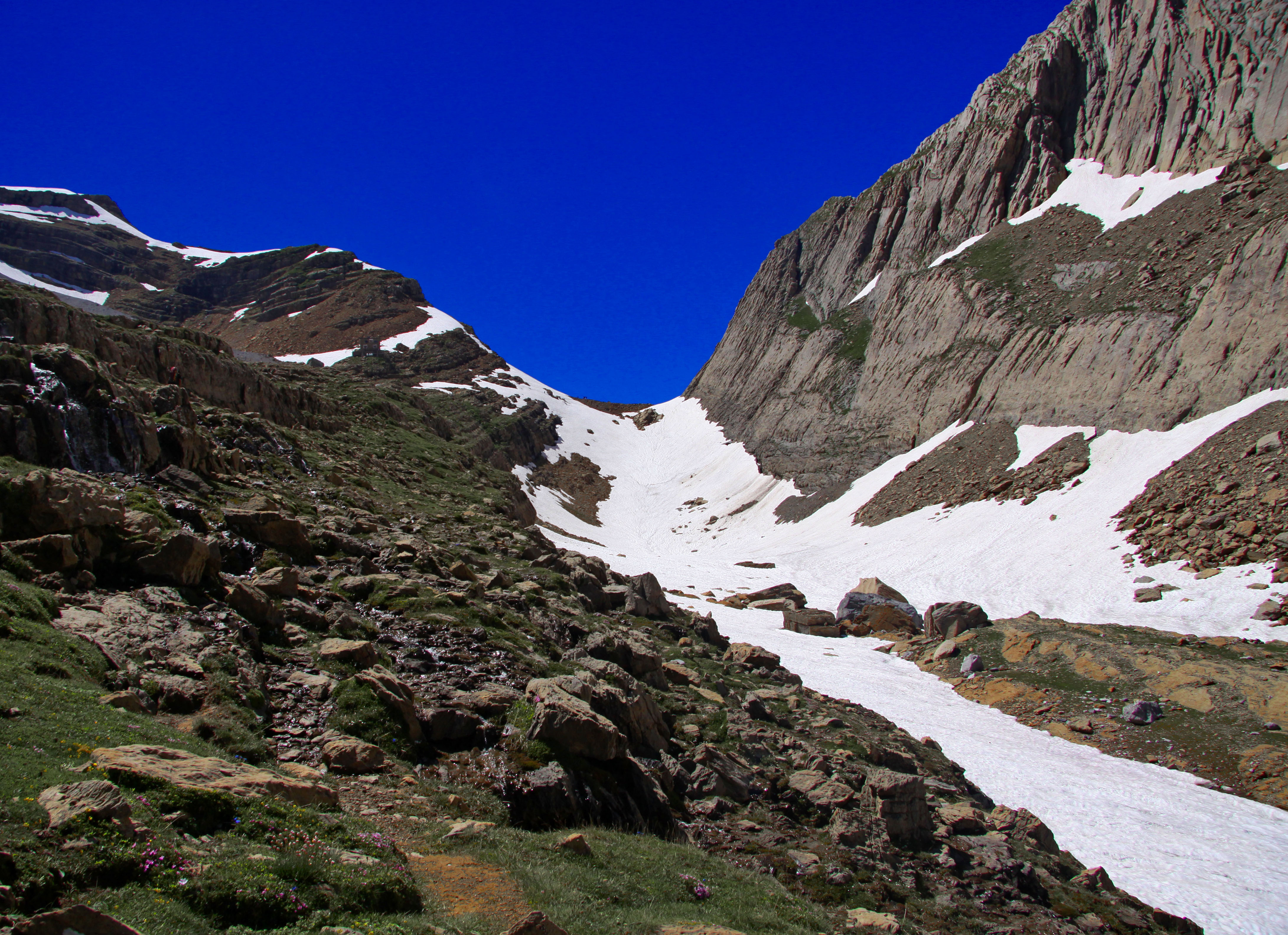
Vue du col des Sarradets depuis le vallon des Sarradets.

### Situation
Orientée sud-ouest – nord-est, la vallée s'étend sur environ 4 km de longueur avec une largeur entre 2,5 km et 1 km.
La vallée des Pouey Aspé est une vallée coincée entre la vallée des Espécières au nord-ouest, le village de Gavarnie au nord, la vallée de Gavarnie à l’est et l'Aragon au sud-ouest.
Elle est comprise entièrement dans la commune de Gavarnie-Gèdre.
La vallée est partagée entre le massif du Vignemale et le massif du Mont-Perdu. La bordure ouest de la vallée est située sur la frontière franco-espagnole.

### Topographie
La vallée des Pouey Aspé est surplombée au sud par des sommets avoisinant les 3 000 mètres :
- au nord : le pic de Tentes (2 322 m), le pic de la Pahule (2 292 m), le pic Mourgat (2 101 m), le col de Tentes (2 207 m) permet l'accès à la vallée des Espécières à l'est ;
- à l'est : le pic des Sarradets (2 741 m), le col des Sarradets (2 589 m) permet le passage vers le refuge des Sarradets et la brèche de Roland ;
- au sud : le pic du Taillon (3 144 m), le pic Bazillac (2 975 m), le col des Gabiétous (2 935 m) et le port de Boucharo (2 270 m) permettent le passage vers l'Espagne ;
- à l'ouest : le pic entre les Ports (2 476 m), les Tourettes (2 633 m), le pic des Gabiétous Occidental (3 034 m), le pic des Gabiétous oriental (3 031 m).

En partie sud on trouve le vallon des Sarradets entre le col des Sarradets (ouest) et l'échelle des Sarradets (est) qui surplombe le cirque de Gavarnie.

### Hydrographie
Le gave des Tourettes qui est un affluent gauche du gave de Gavarnie et qui le rejoint au-dessus de Gavarnie, juste en dessous du monument à Franz Schrader coule au centre de la vallée.
Les ruisseaux des Gabiétous du Taillon issues des glaciers du Taillon et des Gabiétous, situés en partie haute (sud) de la vallée, sont deux affluents droits du gave des Tourettes.

## Histoire
La route qui traverse la vallée et qui mène au port de Boucharo est un point de franchissement de la chaîne pyrénéenne. L'accès est pédestre à partir du col des Tentes ou depuis l'église de Gavarnie par la cabane des Soldats.

## Protection environnementale
La partie haute de la vallée est située dans le parc national des Pyrénées et la majeure partie est dans une zone naturelle protégée, classée ZNIEFF de type 1 et de type 2.

## Voies de communication et transports
On accède à la vallée par la route de Gavarnie, la route départementale D 921 jusqu'à Gavarnie.
On peut continuer soit par la route en direction de la station de ski de Gavarnie-Gèdre la routes départementales 923 soit par le sentier qui mène au cirque de Gavarnie.